# 星子のスターダストメモリー
星子のスターダストメモリー（せいこのスターダストメモリー）は、2007年4月6日から2008年3月28日まで、IBCラジオと二戸市のコミュニティFM局カシオペアFMで放送されていたラジオ番組。
放送時間は毎週金曜日 21:00-23:00、パーソナリティーは千葉星子であった。